# Paul Matthews (Triathlet)
Paul Anthony Matthews (* 7. April 1983) ist ein ehemaliger australischer Duathlet und Triathlet.

## Werdegang
Paul Matthews startet als Profi-Triathlet vorwiegend auf der Mitteldistanz. Er ist als starker Schwimmer bekannt und sein Spitzname ist „Barny“. Im Jahr 2000 belegte er in Frankreich bei der Duathlon-Weltmeisterschaft den 17. Rang.

### Sieger Mitteldistanz 2005
Im September 2005 konnte er auf der Mitteldistanz (1,9 km Schwimmen, 90 km Radfahren und 21,1 km Laufen) die Erstaustragung des UK Ironman 70.3 gewinnen.

### Langdistanz seit 2012
Seit 2012 startet er auch auf der Ironman-Distanz (3,86 km Schwimmen, 180,2 km Radfahren und 42,195 km Laufen) und bei seinem ersten Start wurde er Zweiter beim Ironman Arizona. Im Oktober 2014 belegte er beim Ironman Hawaii als drittschnellster Australier den 14. Rang. Seit 2017 tritt er nicht mehr international in Erscheinung.
Paul Matthews lebt mit seiner Frau  sowie einer Tochter  und einem Sohn  in Murwillumbah.

## Sportliche Erfolge
| Datum/Jahr    | Rang | Wettbewerb                     | Austragungsort       | Zeit     | Bemerkung                                                                                       |
| ------------- | ---- | ------------------------------ | -------------------- | -------- | ----------------------------------------------------------------------------------------------- |
| 27. Feb. 2015 | 26   | Challenge Dubai                | Dubai                | 03:58:03 | beim ersten Rennen der „Challenge Triple-Crown-Serie“                                           |
| 31. Aug. 2014 | 11   | Hy-Vee Triathlon 5150          | Des Moines           | 01:46:38 | U.S. Championships                                                                              |
| 15. Juni 2014 | 5    | Ironman 70.3 Boulder           | Boulder              | 03:47:50 |                                                                                                 |
| 12. Jan. 2014 | 3    | Ironman 70.3 Pucón             | Pucón                | 04:01:01 | [ 2 ]                                                                                           |
| 3. März 2013  | 8    | Escape from Alcatraz Triathlon | San Francisco        | 02:12:12 |                                                                                                 |
| 4. Dez. 2011  | 3    | Ironman 70.3 Asia Pacific      | Phuket               | 03:58:24 |                                                                                                 |
| 30. Okt. 2011 | 2    | Noosa Triathlon                | Noosa                | 01:47:01 | [ 3 ]                                                                                           |
| 17. Juli 2011 | 2    | Vineman Ironman 70.3           | Sonoma County        |          | [ 4 ]                                                                                           |
| 12. Juni 2011 | 1    | 5150 Washington                | Washington, D.C.     |          |                                                                                                 |
| 12. Juni 2011 | 1    | Ironman 70.3 Kansas            | Lawrence             | 03:49:44 | Sieger neben Chrissie Wellington bei den Frauen                                                 |
| 17. Apr. 2011 | 3    | Ironman 70.3 New Orleans       | New Orleans          |          | Witterungsbedingt wurde das Rennen auf verkürztem Kurs – ohne die Schwimmdistanz – ausgetragen. |
| 19. Sep. 2010 | 1    | Ironman 70.3 Syracuse          | Syracuse             | 03:49    | [ 6 ]                                                                                           |
| 13. Sep. 2010 | 2    | Ironman 70.3 Muskoka           | Muskoka              |          | Zweiter in Huntsville                                                                           |
| Aug. 2010     | 3    | Ironman 70.3 Calgary           | Calgary              |          |                                                                                                 |
| 13. Sep. 2009 | 3    | Ironman 70.3 Muskoka           | Muskoka              |          | +                                                                                               |
| 26. Juni 2009 | 1    | Ironman 70.3 Buffalo Springs   | Buffalo Springs Lake | 04:01:26 | [ 7 ]                                                                                           |
| 2009          | 3    | Ironman 70.3 Kansas            | Lawrence             |          |                                                                                                 |
| 2008          | 3    | Ironman 70.3 Buffalo Springs   | Buffalo Springs Lake |          |                                                                                                 |
| 3. Nov. 2007  | 3    | Noosa Triathlon                | Noosa                |          |                                                                                                 |
| 2007          | 2    | Ironman 70.3 Buffalo Springs   | Buffalo Springs Lake |          |                                                                                                 |
| 2007          | 2    | Ironman 70.3 Lake Stevens      | Washington           |          |                                                                                                 |
| 2006          | 10   | Noosa Triathlon                | Noosa                |          |                                                                                                 |
| 2005          | 1    | UK Ironman 70.3                | Longleat House       |          |                                                                                                 |

| Datum/Jahr    | Rang | Wettbewerb        | Austragungsort | Zeit     | Bemerkung                    |
| ------------- | ---- | ----------------- | -------------- | -------- | ---------------------------- |
| 28. Mai 2017  | DNF  | Ironman Brasil    | Florianópolis  | –        |                              |
| 29. Mai 2016  | 4    | Ironman Brasil    | Florianópolis  | 08:08:57 |                              |
| 16. Nov. 2014 | 10   | Ironman Arizona   | Tempe          | 08:29:52 |                              |
| 11. Okt. 2014 | 14   | Ironman Hawaii    | Hawaii         | 08:37:17 |                              |
| 23. März 2014 | 2    | Ironman Melbourne | Melbourne      | 08:02:14 | persönliche Ironman-Bestzeit |
| 18. Nov. 2012 | 2    | Ironman Arizona   | Tempe          | 08:05:01 |                              |

| Datum/Jahr | Rang | Wettbewerb                       | Austragungsort | Zeit | Bemerkung                  |
| ---------- | ---- | -------------------------------- | -------------- | ---- | -------------------------- |
| 2000       | 17   | ITU Duathlon World Championships | Calais         |      | Duathlon-Weltmeisterschaft |

(DNF – Did Not Finish)